# Полом (Глазовский район)
Полом — деревня в Глазовском районе Удмуртии, входит в состав Адамского сельского поселения.

## География
Деревня расположена на высоте 186 м над уровнем моря.

### Часовой пояс
Деревня Полом, как и вся Удмуртская Республика, находится в часовой зоне МСК+1. Смещение применяемого времени относительно UTC составляет +4:00.

## Население
| 2007 | 2010 | 2012 | 2015 |
| ---- | ---- | ---- | ---- |
| 42   | ↘34  | ↘30  | ↗34  |

### Национальный состав
Согласно результатам переписи 2002 года, в национальной структуре населения удмурты составляли 90 %

## Улицы
- ул. Луговая,
- ул. Поломская,
- ул. Пызепская[8].